# Bersant Celina
Bersant Eduar Celina (Prizren, 1996. szeptember 9. –) koszovói válogatott labdarúgó, a francia Dijon játékosa.

## Család
Testvérei, Behajdin Celina szintén labdarúgó és Loti Celina a Partizani játékosa.